# Herbert Dijkstra
Herbert Dijkstra (Smilde, 13 juli 1966) is een voormalig Nederlands schaatser en wielrenner, die na zijn actieve sportloopbaan sportverslaggever werd.

## Biografie

### Als sportman
Als actief sporter was Dijkstra schaatser en amateurwielrenner. Als schaatser, geïnspireerd door plaatsgenoot Piet Kleine, pakte hij medailles op de NK afstanden op de vijf en de tien kilometer en kwam hij uit voor Nederland op de Winterspelen van 1988 in Calgary; hij werd elfde op de 10.000 meter en dertiende op de 5000 meter.
Als amateurwielrenner behoorde hij tot de nationale top. In 1988 vertegenwoordigde hij Nederland bij de Olympische Spelen in Seoel als lid van de tijdritploeg. Omdat hij als reserve meeging, kwam hij niet in actie.
Na zijn actieve sportcarrière volgde hij een opleiding aan de Academie voor Lichamelijke Opvoeding (ALO).

### Als verslaggever
Dijkstra begon journalistiek werk te verrichten voor RTV Drenthe en RTL Sport (1993). Sinds 1994 is Dijkstra werkzaam voor de NOS en brengt hij op radio en tv verslag uit van sportevenementen, met name van de grote wielerwedstrijden en diverse schaatsevenementen. Ook was hij anchorman van het sportverslaggevingsteam van RTV Drenthe, waar hij in 2005 vanwege een arbeidsconflict op staande voet werd ontslagen.
Zijn carrière als verslaggever bij de NOS begon Dijkstra op de achtergrond, waarbij hij in een auto of op een motor rechtstreeks verslag deed vanuit de koers. Ook werd hij regelmatig ingezet als interviewer bij de finish. Bij het verslaan van de wedstrijd liep hij enkele malen aanzienlijke verwondingen op. In 2000 raakte de verslaggeversauto van Dijkstra tijdens een Tour-etappe van de weg en moest hij vanwege de daarbij opgelopen hersenschudding de verslaggeving staken. In 1996, tijdens de Groninger schaatsklassieker "de Oldambtrit", botste hij, gezeten achter op een volgmotor, met zijn hoofd tegen een lage brug. Ook toen was een hersenschudding het resultaat en bovendien moest de wond met veertien hechtingen worden dichtgemaakt. De laatste jaren zit Dijkstra minder op de motor of in de auto en wordt hij vooral ingezet als commentator bij wielrennen en schaatsen.
Tijdens de Olympische Winterspelen in 2002, 2006, 2010, 2014 en 2018 maakte hij deel uit van het team van schaatscommentatoren. Tijdens de Olympische Zomerspelen 2012 was Dijkstra commentator van het wielrennen en triatlon. In 1997 deed Dijkstra verslag van de Elfstedentocht.
Naast zijn werk voor de NOS bezit Dijkstra zijn eigen productiemaatschappij, die vooral reclame- en instructiefilmpjes voor bedrijven maakt.
Vlak voor de start van de Tour de France van 2020 werd duidelijk dat Dijkstra wegens rugklachten de Tour moest laten schieten. Joris van den Berg en Stef Clement vervingen Dijkstra tijdens de uitzendingen. In 2021 bleek dat dit een definitief afscheid van de Tour betekende; volgens Dijkstra was het vanwege zijn rugklachten niet meer mogelijk om drie weken enkele uren per dag in een commentaarhokje te zitten of in de auto. Hij maakte dit bekend bij de uitreiking van de Jean Nelissen Award. Op 24 april 2024 maakte hij bekend definitief te stoppen als wielercommentator, omdat hij na een val tijdens de Spelen van 2022, waarbij hij zijn rug brak, dusdanig veel last had van zijn rug dat hij niet lang meer kon blijven zitten in een commentaarhokje.
Dijkstra verrichte de opening van het EK Allround en Sprint 2025 samen met Jan Vayne. Zij speelden "Op Schaatse" (op de melodie van Op Fietse) en "Winter Games" van David Foster (gecomponeerd voor de Winterspelen van 1988).

## Persoonlijke records[4]
| Afstand      | Tijd     | Datum            | Baan       |
| ------------ | -------- | ---------------- | ---------- |
| 500 meter    | 40,8     | 9 februari 1985  | Eindhoven  |
| 1000 meter   | 1.21,9   | 28 december 1984 | Inzell     |
| 1500 meter   | 2.03,5   | 27 december 1984 | Inzell     |
| 3000 meter   | 4.15,0   | 24 februari 1990 | Assen      |
| 5000 meter   | 6.54,63  | 17 februari 1988 | Calgary    |
| 10.000 meter | 14.19,23 | 5 januari 1988   | Heerenveen |

## Resultaten
| Jaar | NK Afstanden       | Olympische Spelen    | WK Junioren                     |
| ---- | ------------------ | -------------------- | ------------------------------- |
| 1985 |                    |                      | 27e allround (19e, 29e, 19e, -) |
|      |                    |                      |                                 |
| 1987 | 5e 5000m · 10000m  |                      |                                 |
| 1988 | 5000m · 10000m     | 13e 5000m 11e 10000m |                                 |
| 1990 | 6e 5000m 4e 10000m |                      |                                 |
|      |                    |                      |                                 |
| 1992 | 13e 5000m          |                      |                                 |

### Medaillespiegel
| Kampioenschap | Goud | Zilver | Brons |
| ------------- | ---- | ------ | ----- |
| NK Afstanden  | 0    | 2      | 1     |